# Arc Latin
Arc Latin (italien/espagnol/portugais : Arco Latino, catalan : Arc Llatí) est une organisation de coopération politique et technique entre gouvernements locaux intermédiaires correspondant pour le moment à trois pays de l’Union européenne : l’Espagne, la France et l’Italie.
Au sens géographique du terme, l'Arc Latin représente l’euro territoire du littoral du Nord-Ouest du bassin méditerranéen, qui s’étend depuis la Sicile, au travers de la péninsule italienne, la France et la péninsule Ibérique jusqu'au détroit de Gibraltar et à l’Algarve portugais. Cet euro territoire a la forme d’un arc et correspond au cœur de l’Europe latine. Cette région se définit par une série de caractéristiques communes à caractère culturelle, historique, socio-économique, géoclimatique et environnementale qui lui confèrent une spécificité et une identité dans le contexte européen.

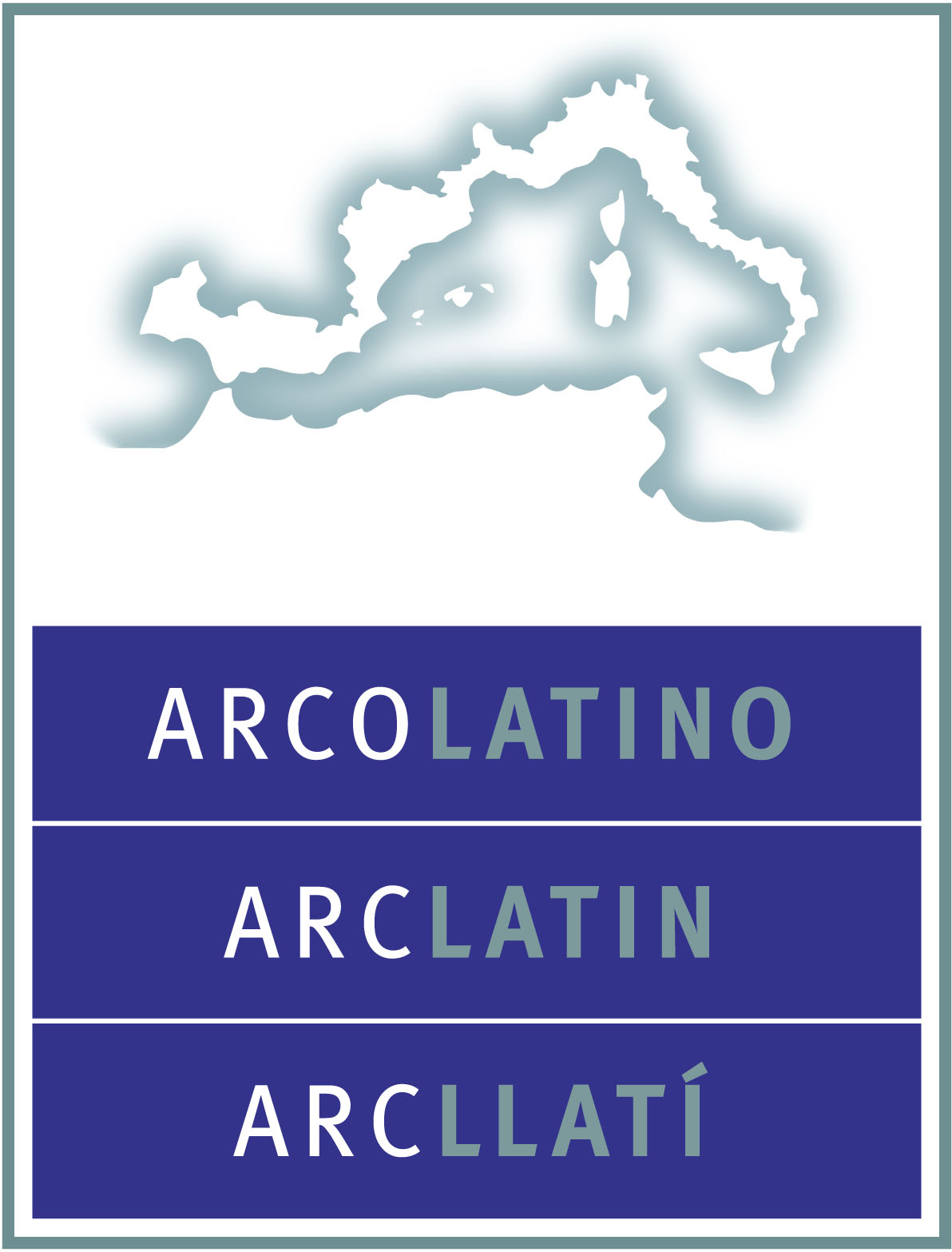
Logo du réseau Arc Latin.

## Historique
Le réseau Arc latin est né sur la base de l'expérience de coopération territoriale accumulée pendant les années 1990, se constituant officiellement en tant qu’association en 2002. 
Il est créé à l’initiative de Philippe MONDAMERT, membre cofondateur de l’ENACT-MONTPELLIER, école nationale d’application des cadres territoriaux du Centre National de la Fonction Publique Territoriale,    ou CNPPT.
En collaboration avec l’EAPC de BARCELONE, l’école d’application pour la région de Catalogne, Philippe MONDAMERT et son homologue Catalan, Edward Sanchez Y MONJÖE, créent l’Arc Latin. 
Élargissant leur aire d’action, Philippe MONDAMERT et Edward Sanchez I MONJÖ prennent contact avec leur homologue d’Italie, Costanza CUNCU, Directrice du FORMEZ : 
Gestore progetti e processi formativi presso Formez PA 
- Formez PA Università degli Studi di Cagliari, Sardaigne, Italie

L’Arc Latin, fort de ces trois Écoles Nationales, représente l'espace euro-méditerranéen nord-occidental, conformant une macro-région où les similitudes géographiques, culturelles, économiques et sociales sont partagées.
Les présidences.
- 2003/2004 : Députation de Barcelone.
- 2005/2006 : Conseil général de l'Hérault.
- 2007/2008 : Province de Turin.
- 2009/2010 : Conseil insulaire de Majorque.
- 2011/2012 : Conseil général de l'Aude.

## Structure
L'association, dont le siège se trouve à Barcelone, fonctionne sur la base de la réflexion conjointe, du consensus et de la trans-nationalité. L'assemblée générale et le conseil d'administration en constituent les organes de gouvernement et d’administration. 
Au niveau technique, quatre commissions de travail, Cohésion Sociale, Cohésion Territoriales, Cohésion Économique et Coopération en Méditerranée, constituent des laboratoires transnationaux qui permettent aux membres d'être directement impliqués dans des projets stratégiques tant pour leurs territoires, que pour l'ensemble du réseau.

## Objectifs
Le potentiel de l'Arc Latin lui permet d'être écouté par les instances européennes afin qu'elles incorporent la perspective méditerranéenne et locale dans la formulation de leurs politiques et normatives. Le réseau défendant ainsi les intérêts et les nécessités de son territoire et de ses citoyens. 
Dans cette optique, l'Association valorise et fortifie les capacités de ses membres et les aide à internationaliser leurs actions et leurs stratégies en direction d’objectifs communs.
Une des priorités du réseau, en se basant sur l'inclusion et la mobilisation des acteurs socio-économiques ainsi que sur l’application du principe de subsidiarité, est la définition d'une stratégie intégrée de développement et d'aménagement de l'espace Arc latin. 
Conscients de leur position stratégique dans l’aire méditerranéenne, l’Arc Latin et ses membres ouvrent un espace de coopération décentralisée avec les pays des autres rives de la Méditerranée. 

## L'action de l'Arc Latin
Le réseau établit également des relations institutionnelles et des actions de coopération décentralisée publique entre ses membres et d'autres administrations locales de tout le bassin méditerranéen. 
Parallèlement au travail développé avec ses partenaires, l’Arc latin prend part à des forums euro-méditerranéens et maintient une collaboration active avec divers réseaux de gouvernements locaux euro-méditerranéens et institutions européennes, participant, de plus, à des consultations, des dialogues structurés et des plates-formes d'échange d'information et de bonnes pratiques. 
En matière de cohésion sociale, le réseau s’intéresse en particulier : aux domaines de promotion de l'égalité ; à l'impact des changements démographiques et des migrations ; à la promotion du dialogue interculturel et inter-générationnel ; aux sujets liés à la santé et au bien-être de la population ; et aux activités favorisant la Citoyenneté active et œuvrant pour les droits du citoyen. De plus, il valorise aussi le patrimoine artistique et culturel, matériel et immatériel de la Méditerranée, en tant que vecteur de valeurs communes. 
Dans la recherche de Cohésion économique, l’Arc latin promeut : le développement de la compétitivité, de l'innovation et de l'économie durable au sein de ses territoires ; les mesures et politiques d'occupation ; ainsi que la mise en valeur et l'internationalisation des PME, tout en œuvrant pour favoriser le territoire.
En termes de Cohésion Territoriale, le réseau travaille sur des sujets tels que : le développement local ; la gouvernance multi-niveaux ; la planification territoriale et les infrastructures qui relient l'espace Arc latin ; les politiques agricoles ; les questions de lutte contre le changement climatique et de l'adaptation à ses effets ; la recherche et l'utilisation d'énergies renouvelables ; ainsi que la protection des espaces naturels et de la biodiversité.

## Administrations membres de l'Arc Latin

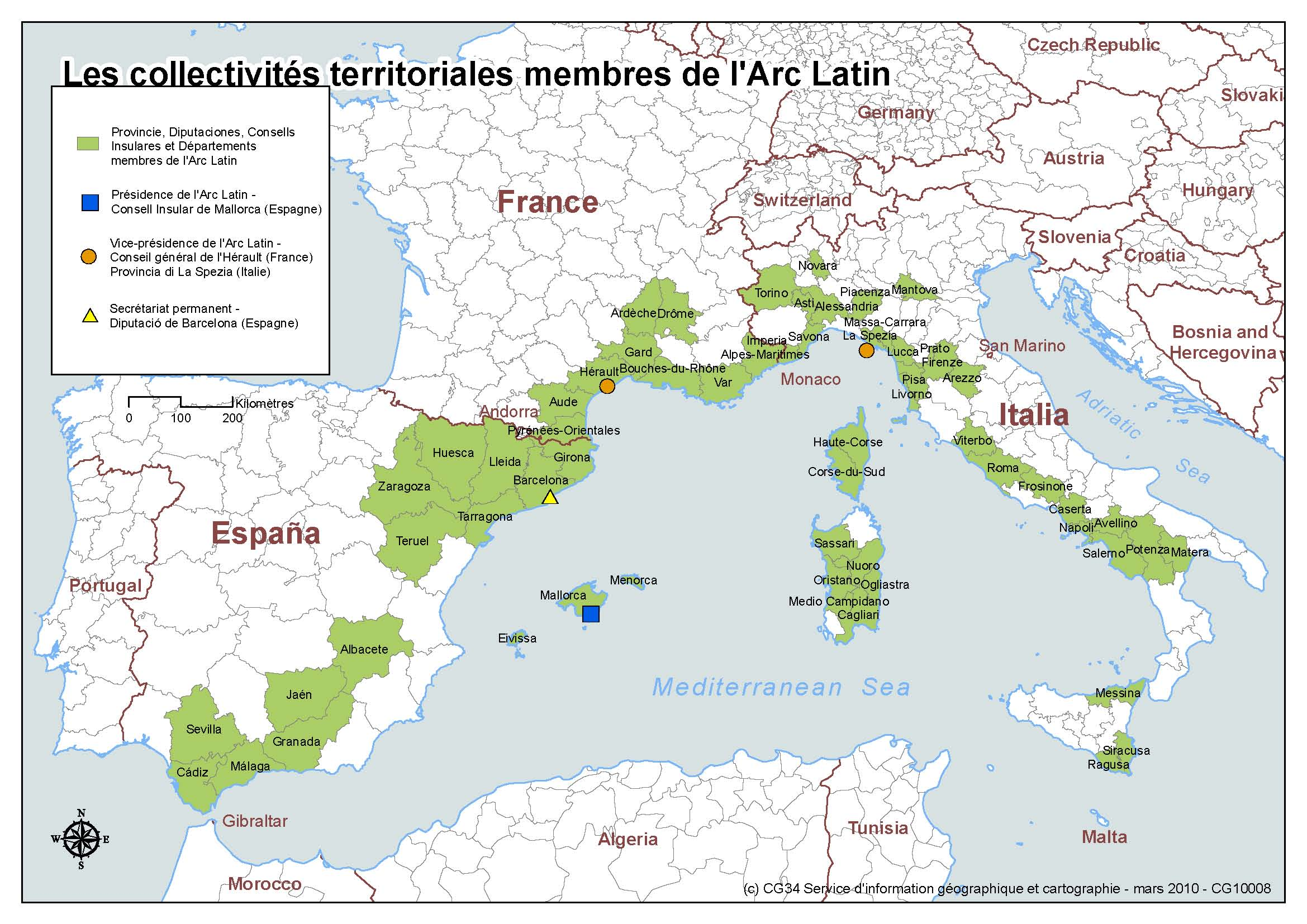
Carte des membres de l'Arc Latin en 2010.

L’Association est constitué de gouvernements locaux méditerranéens intermédiaires. Ses membres actuels sont des députations provinciales et conseils insulaires espagnols, des départements français, et des provinces italiennes. 
- Espagne :

Consell Insular de Majorque,
Consell Insular de Minorque,
Diputación de Barcelone, 
Diputación de Cadix,
Diputación de Gérone, 
Diputación de Grenade, 
Diputación de Huesca, 
Diputación de Jaén,
Diputación de Lleida, 
Diputación de Séville, 
Diputación de Tarragone. 
- France :

Conseil départemental des Alpes-Maritimes, 
Conseil départemental de l'Aude, 
Conseil départemental des Bouches-du-Rhône, 
Conseil départemental de la Drôme, 
Conseil départemental du Gard, 
Conseil départemental de la Haute-Corse, 
Conseil départemental de l'Hérault, 
Conseil départemental des Pyrénées-Orientales. 
- Italie :

Province d'Alexandrie, 
Province de Caserte, 
Province de Mantoue, 
Province de Massa-Carrara, 
Province de Naples, 
Province de Novare, 
Province de Nuoro, 
Province de Salerne, 
Province de Sassari, 
Province de Savone, 
Province du Sud-Sardaigne , 
Province de La Spezia, 
Province de Turin, 
Province de Viterbe.

## Compléments